# Guy Hebert
Guy Andre Hebert, född 7 januari 1967, är en amerikansk före detta professionell ishockeymålvakt som tillbringade elva säsonger i den nordamerikanska ishockeyligan National Hockey League (NHL), där han spelade för ishockeyorganisationerna St. Louis Blues, Anaheim Mighty Ducks och New York Rangers. Han släppte in i genomsnitt 2,81 mål per match och hade en räddningsprocent på .909 samt 28 SO (inte släppt in ett mål under en match) på 491 grundspelsmatcher.
Han draftades i åttonde rundan i 1987 års draft av St. Louis Blues som 159:e spelare totalt.